# Oj ti dušo duše moje
"Oj ti dušo duše moje" naziv je četvrtog studijskog albuma Miše Kovača. Album izdan 1974. obrada je dalmatinskih narodnih pjesama, u aranžmanu Dušana Šarca. 

## Popis pjesama
1. "Ako si pošla spat" - (narodna – arr. Dušan Šarac)
2. "Sinoć kad sam ti proša" - (narodna – arr. Dušan Šarac)
3. "Izajdi na prozor" - (narodna – arr. Dušan Šarac)
4. "Sićaš li se Splita grada" - (narodna – arr. Dušan Šarac)
5. "Jemala sam dragoga" - (narodna – arr. Dušan Šarac)
6. "I na križu" - (narodna – arr. Dušan Šarac)
7. "Ako spavaš vilo moja" - (narodna – arr. Dušan Šarac)
8. "Ja nikog nemam" - (narodna – arr. Dušan Šarac)
9. "Neću da te kunem" - (narodna – arr. Dušan Šarac)
10. "Kada dođem blizu Hvara" - (narodna – arr. Dušan Šarac)
11. "Nisam ja varošanka" - (narodna – arr. Dušan Šarac)
12. "Oj ti dušo duše moje" - (narodna – August Šenoa – arr. Dušan Šarac)

## Suradnici na albumu
Klapa "Šibenik" - Šibenik

## Vanjske poveznice
- Oj ti dušo duše moje